# Siegfried Ludwig
Siegfried Ludwig (Vlasatice, 14 de fevereiro de 1926 – Sankt Pölten, 16 de abril de 2013) foi um politíco da Áustria (ÖVP).
De 1981 até 1992 Siegried Ludwig foi o landeshauptmann da Baixa Áustria.